# Hrabia Lovelace
Hrabia Lovelace (en. Earl of Lovelace) – brytyjski tytuł parowski kreowany w 1838 roku w parostwie Zjednoczonego Królestwa. Tytuł wygasł w 2018.
Dodatkowymi tytułami hrabiego Lovelace byli: wicehrabia Ockham (kreowany w 1838 roku w parostwie Zjednoczonego Królestwa, również tytuł grzecznościowy najstarszego syna hrabiego) oraz baron King (kreowany w 1725 roku w parostwie Wielkiej Brytanii).
Siedzibą hrabiów Lovelace był Torridon House w hrabstwie Ross-shire.
Baronowie King 1. kreacji (parostwo Wielkiej Brytanii)
- 1725–1734: Peter King, 1. baron King
- 1734–1740: John King, 2. baron King
- 1740–1754: Peter King, 3. baron King
- 1754–1767: William King, 4. baron King
- 1767–1779: Thomas King, 5. baron King
- 1779–1793: Peter King, 6. baron King
- 1793–1833: Peter King, 7. baron King
- 1833–1893: William King, 8. baron King

Hrabiowie Lovelace 1. kreacji (parostwo Zjednoczonego Królestwa)
- 1838–1893: William King-Noel, 1. hrabia Lovelace
- 1893–1906: Ralph Gordon Noel King-Milbanke, 2. hrabia Lovelace
- 1906–1929: Lionel Fortescue King, 3. hrabia Lovelace
- 1929–1964: Peter Malcolm King, 4. hrabia Lovelace
- 1964–2018: Peter Axel William Locke King, 5. hrabia Lovelace